# Centro Por Israel y los Asuntos Judíos
El Centro por Israel y los Asuntos Judíos (en inglés: Centre for Israel and Jewish Affairs) (CIJA). Es una organización que actúa como un lobby de las Federaciones Judías de Canadá. CIJA es una organización no partidaria, sin ánimo de lucro, que representa los intereses de los 150.000 judíos canadienses que están afiliados a través de las distintas federaciones judías locales.

## Historia
El grupo fue fundado como el nombre de: "Consejo Canadiense para Israel y la Abogacía Judía". CIJA fue fundada como una organización no partidista que vela y aboga por los intereses de la comunidad judía. Los esfuerzos de CIJA están dirigidos a mejorar la calidad de vida de los judíos canadienses, y también la de los que viven en el extranjero. CIJA apoya firmemente al Estado de Israel, y trabaja para fortalecer la relación entre Israel y Canadá.
En su función de agente de abogacía de las Federaciones Judías de Canadá, juntamente con los diferentes comités regionales, CIJA coordina las actividades del Congreso Judío Canadiense, el Comité Canadiense-Israelí, y el Comité Israelí-Quebequés, así como el Comité Universitario de Divulgación.
En el año 2011, CIJA asumió su actual nombre después de seguir un proceso de reestructuración, en ese mismo proceso, las funciones del Congreso Judío Canadiense, el Comité Canadiense-Israelí, el Comité Israelí-Quebequés, el Campus Nacional de la Vida Judía y el Comité Universitario de Divulgación, se consolidaron. 
El director ejecutivo del grupo fue el judío Hershell Ezrin, quien sirvió en su puesto hasta su jubilación a finales del año 2010. Shimon Fogel, el anterior supervisor del Comité Canadiense-Israelí, actualmente sirve como director general de CIJA.